# Oscar voor beste grime en haarstijl
De Academy Award voor beste grime en haarstijl (Engels: Academy Award for Best Makeup and Hairstyling, ook bekend als Oscar voor beste grime en haarstijl) is een jaarlijkse filmprijs van de Academy of Motion Picture Arts and Sciences. De Oscar werd voor het eerst uitgereikt in 1982. De prijs was in eerste instantie alleen voor grime, voor de uitreiking in 2013 werd haarstijl toegevoegd.

## Ere-Academy Awards
Voor de invoering van de reguliere Oscar werd er tweemaal een ere-Academy Award aan een grimeur uitgereikt.
| Jaar               | Film           | Winnaar |
| ------------------ | -------------- | ------- |
| 1964 (37ste)       |                |         |
| 7 Faces of Dr. Lao | William Tuttle |         |
| 1968 (41ste)       |                |         |
| Planet of the Apes | John Chambers  |         |

## Winnaars en genomineerden
De winnaars staan bovenaan in vette letters op een gele achtergrond. De overige films en grimeurs of kappers die werden genomineerd staan eronder vermeld in alfabetische volgorde.

### 1981-1989
| Jaar                                              | Film                                         | Genomineerde(n) |
| ------------------------------------------------- | -------------------------------------------- | --------------- |
| 1981 (54ste)                                      |                                              |                 |
| An American Werewolf in London                    | Rick Baker                                   |                 |
| Heartbeeps                                        | Stan Winston                                 |                 |
| 1982 (55ste)                                      |                                              |                 |
| Quest for Fire                                    | Sarah Monzani en Michèle Burke               |                 |
| Gandhi                                            | Tom Smith                                    |                 |
| 1983 (56ste)                                      |                                              |                 |
| Geen uitreiking in deze categorie.                |                                              |                 |
| 1984 (57ste)                                      |                                              |                 |
| Amadeus                                           | Paul LeBlanc en Dick Smith                   |                 |
| 2010                                              | Michael Westmore                             |                 |
| Greystoke: The Legend of Tarzan, Lord of the Apes | Rick Baker en Paul Engelen                   |                 |
| 1985 (58ste)                                      |                                              |                 |
| Mask                                              | Michael Westmore en Zoltan Elek              |                 |
| The Color Purple                                  | Ken Chase                                    |                 |
| Remo Williams: The Adventure Begins               | Carl Fullerton                               |                 |
| 1986 (59ste)                                      |                                              |                 |
| The Fly                                           | Chris Walas en Stephan Dupuis                |                 |
| The Clan of the Cave Bear                         | Michael G. Westmore en Michèle Burke         |                 |
| Legend                                            | Rob Bottin en Peter Robb-King                |                 |
| 1987 (60ste)                                      |                                              |                 |
| Harry and the Hendersons                          | Rick Baker                                   |                 |
| Happy New Year                                    | Bob Laden                                    |                 |
| 1988 (61ste)                                      |                                              |                 |
| Beetlejuice                                       | Ve Neill, Steve La Porte en Robert Short     |                 |
| Coming to America                                 | Rick Baker                                   |                 |
| Scrooged                                          | Tom Burman en Bari Dreiband-Burman           |                 |
| 1989 (62ste)                                      |                                              |                 |
| Driving Miss Daisy                                | Manlio Rocchetti, Lynn Barber en Kevin Haney |                 |
| The Adventures of Baron Munchausen                | Maggie Weston en Fabrizio Sforza             |                 |
| Dad                                               | Dick Smith, Ken Diaz en Greg Nelson          |                 |

### 1990-1999
| Jaar                                   | Film                                                   | Genomineerde(n) |
| -------------------------------------- | ------------------------------------------------------ | --------------- |
| 1990 (63ste)                           |                                                        |                 |
| Dick Tracy                             | John Caglione jr. en Doug Drexler                      |                 |
| Cyrano de Bergerac                     | Michèle Burke en Jean-Pierre Eychenne                  |                 |
| Edward Scissorhands                    | Ve Neill en Stan Winston                               |                 |
| 1991 (64ste)                           |                                                        |                 |
| Terminator 2: Judgment Day             | Stan Winston en Jeff Dawn                              |                 |
| Hook                                   | Christina Smith, Monty Westmore en Greg Cannom         |                 |
| Star Trek VI: The Undiscovered Country | Michael Mills, Edward French en Richard Snell          |                 |
| 1992 (65ste)                           |                                                        |                 |
| Bram Stoker's Dracula                  | Greg Cannom, Michèle Burke en Matthew W. Mungle        |                 |
| Batman Returns                         | Ve Neill, Ronnie Specter en Stan Winston               |                 |
| Hoffa                                  | Ve Neill, Greg Cannom en John Blake                    |                 |
| 1993 (66ste)                           |                                                        |                 |
| Mrs. Doubtfire                         | Greg Cannom, Ve Neill en Yolanda Toussieng             |                 |
| Philadelphia                           | Carl Fullerton en Alan D'Angerio                       |                 |
| Schindler's List                       | Christina Smith, Matthew Mungle en Judy Alexander Cory |                 |
| 1994 (67ste)                           |                                                        |                 |
| Ed Wood                                | Rick Baker, Ve Neill en Yolanda Toussieng              |                 |
| Forrest Gump                           | Daniel C. Striepeke, Hallie D'Amore en Judith A. Cory  |                 |
| Mary Shelley's Frankenstein            | Daniel Parker, Paul Engelen en Carol Hemming           |                 |
| 1995 (68ste)                           |                                                        |                 |
| Braveheart                             | Peter Frampton, Paul Pattison en Lois Burwell          |                 |
| My Family, Mi Familia                  | Ken Diaz en Mark Sanchez                               |                 |
| Roommates                              | Greg Cannom, Bob Laden en Colleen Callaghan            |                 |
| 1996 (69ste)                           |                                                        |                 |
| The Nutty Professor                    | Rick Baker en David LeRoy Anderson                     |                 |
| Ghosts of Mississippi                  | Matthew W. Mungle en Deborah La Mia Denaver            |                 |
| Star Trek: First Contact               | Michael Westmore, Scott Wheeler en Jake Garber         |                 |
| 1997 (70ste)                           |                                                        |                 |
| Men in Black                           | Rick Baker en David LeRoy Anderson                     |                 |
| Mrs. Brown                             | Lisa Westcott, Veronica Brebner en Beverley Binda      |                 |
| Titanic                                | Tina Earnshaw, Greg Cannom en Simon Thompson           |                 |
| 1998 (71ste)                           |                                                        |                 |
| Elizabeth                              | Jenny Shircore                                         |                 |
| Saving Private Ryan                    | Lois Burwell, Conor O'Sullivan en Daniel C. Striepeke  |                 |
| Shakespeare in Love                    | Lisa Westcott en Veronica Brebner                      |                 |
| 1999 (72ste)                           |                                                        |                 |
| Topsy-Turvy                            | Christine Blundell en Trefor Proud                     |                 |
| Austin Powers: The Spy Who Shagged Me  | Michèle Burke en Mike Smithson                         |                 |
| Bicentennial Man                       | Greg Cannom                                            |                 |
| Life                                   | Rick Baker                                             |                 |

### 2000-2009
| Jaar                                                           | Film                                       | Genomineerde(n) |
| -------------------------------------------------------------- | ------------------------------------------ | --------------- |
| 2000 (73ste)                                                   |                                            |                 |
| Dr. Seuss' How the Grinch Stole Christmas                      | Rick Baker en Gail Ryan                    |                 |
| The Cell                                                       | Michèle Burke en Edouard Henriques         |                 |
| Shadow of the Vampire                                          | Ann Buchanan en Amber Sibley               |                 |
| 2001 (74ste)                                                   |                                            |                 |
| The Lord of the Rings: The Fellowship of the Ring              | Peter Owen en Richard Taylor               |                 |
| A Beautiful Mind                                               | Greg Cannom en Colleen Callaghan           |                 |
| Moulin Rouge!                                                  | Maurizio Silvi en Aldo Signoretti          |                 |
| 2002 (75ste)                                                   |                                            |                 |
| Frida                                                          | John Jackson en Beatrice De Alba           |                 |
| The Time Machine                                               | John M. Elliott jr. en Barbara Lorenz      |                 |
| 2003 (76ste)                                                   |                                            |                 |
| The Lord of the Rings: The Return of the King                  | Richard Taylor en Peter King               |                 |
| Master and Commander: The Far Side of the World                | Edouard Henriques III en Yolanda Toussieng |                 |
| Pirates of the Caribbean: The Curse of the Black Pearl         | Ve Neill en Martin Samuel                  |                 |
| 2004 (77ste)                                                   |                                            |                 |
| Lemony Snicket's A Series of Unfortunate Events                | Valli O'Reilly en Bill Corso               |                 |
| The Passion of the Christ                                      | Keith Vanderlaan en Christien Tinsley      |                 |
| The Sea Inside                                                 | Jo Allen en Manuel García                  |                 |
| 2005 (78ste)                                                   |                                            |                 |
| The Chronicles of Narnia: The Lion, the Witch and the Wardrobe | Howard Berger en Tami Lane                 |                 |
| Cinderella Man                                                 | David Leroy Anderson en Lance Anderson     |                 |
| Star Wars: Episode III: Revenge of the Sith                    | Dave Elsey en Nikki Gooley                 |                 |
| 2006 (79ste)                                                   |                                            |                 |
| Pan's Labyrinth                                                | David Martí en Montse Ribé                 |                 |
| Apocalypto                                                     | Aldo Signoretti en Vittorio Sodano         |                 |
| Click                                                          | Kazuhiro Tsuji en Bill Corso               |                 |
| 2007 (80ste)                                                   |                                            |                 |
| La Vie en Rose                                                 | Didier Lavergne en Jan Archibald           |                 |
| Norbit                                                         | Rick Baker en Kazuhiro Tsuji               |                 |
| Pirates of the Caribbean: At World's End                       | Ve Neill en Martin Samuel                  |                 |
| 2008 (81ste)                                                   |                                            |                 |
| The Curious Case of Benjamin Button                            | Greg Cannom                                |                 |
| The Dark Knight                                                | John Caglione jr. en Conor O'Sullivan      |                 |
| Hellboy II: The Golden Army                                    | Mike Elizalde en Thom Floutz               |                 |
| 2009 (82ste)                                                   |                                            |                 |
| Star Trek                                                      | Barney Burman, Mindy Hall en Joel Harlow   |                 |
| Il Divo                                                        | Aldo Signoretti en Vittorio Sodano         |                 |
| The Young Victoria                                             | Jon Henry Gordon en Jenny Shircore         |                 |

### 2010-2019
| Jaar                                                            | Film                                                           | Genomineerde(n) |
| --------------------------------------------------------------- | -------------------------------------------------------------- | --------------- |
| 2010 (83ste)                                                    |                                                                |                 |
| The Wolfman                                                     | Rick Baker en Dave Elsey                                       |                 |
| Barney's Version                                                | Adrien Morot                                                   |                 |
| The Way Back                                                    | Edouard F. Henriques, Gregory Funk en Yolanda Toussieng        |                 |
| 2011 (84ste)                                                    |                                                                |                 |
| The Iron Lady                                                   | Mark Coulier en J. Roy Helland                                 |                 |
| Albert Nobbs                                                    | Martial Corneville, Lynn Johnston en Matthew W. Mungle         |                 |
| Harry Potter and the Deathly Hallows Part 2                     | Nick Dudman, Amanda Knight en Lisa Tomblin                     |                 |
| 2012 (85ste)                                                    |                                                                |                 |
| Les Misérables                                                  | Lisa Westcott en Julie Dartnell                                |                 |
| Hitchcock                                                       | Howard Berger, Peter Montagna en Martin Samuel                 |                 |
| The Hobbit: An Unexpected Journey                               | Peter Swords King, Rick Findlater en Tami Lane                 |                 |
| 2013 (86ste)                                                    |                                                                |                 |
| Dallas Buyers Club                                              | Adruitha Lee en Robin Mathews                                  |                 |
| Jackass Presents: Bad Grandpa                                   | Stephen Prouty                                                 |                 |
| The Lone Ranger                                                 | Joel Harlow en Gloria Pasqua-Casny                             |                 |
| 2014 (87ste)                                                    |                                                                |                 |
| The Grand Budapest Hotel                                        | Frances Hannon en Mark Coulier                                 |                 |
| Foxcatcher                                                      | Bill Corso en Dennis Liddiard                                  |                 |
| Guardians of the Galaxy                                         | Elizabeth Yianni-Georgiou en David White                       |                 |
| 2015 (88ste)                                                    |                                                                |                 |
| Mad Max: Fury Road                                              | Lesley Vanderwalt, Elka Wardega en Damian Martin               |                 |
| The 100-Year-Old Man Who Climbed out the Window and Disappeared | Love Larson en Eva von Bahr                                    |                 |
| The Revenant                                                    | Siân Grigg, Duncan Jarman en Robert Pandini                    |                 |
| 2016 (89ste)                                                    |                                                                |                 |
| Suicide Squad                                                   | Alessandro Bertolazzi, Giorgio Gregorini en Christopher Nelson |                 |
| A Man Called Ove                                                | Eva von Bahr en Love Larson                                    |                 |
| Star Trek: Beyond                                               | Joel Harlow en Richard Alonzo                                  |                 |
| 2017 (90ste)                                                    |                                                                |                 |
| Darkest Hour                                                    | Kazuhiro Tsuji, David Malinowski en Lucy Sibbick               |                 |
| Victoria & Abdul                                                | Daniel Phillips en Lou Sheppard                                |                 |
| Wonder                                                          | Arjen Tuiten                                                   |                 |
| 2018 (91ste)                                                    |                                                                |                 |
| Vice                                                            | Greg Cannom, Kate Biscoe en Patricia Dehaney                   |                 |
| Border                                                          | Göran Lundström en Pamela Goldammer                            |                 |
| Mary Queen of Scots                                             | Jenny Shircore, Marc Pilcher en Jessica Brooks                 |                 |
| 2019 (92ste)                                                    |                                                                |                 |
| Bombshell                                                       | Kazuhiro Tsuji, Anne Morgan en Vivian Baker                    |                 |
| 1917                                                            | Naomi Donne, Tristan Versluis en Rebecca Cole                  |                 |
| Joker                                                           | Nicki Ledermann en Kay Georgiou                                |                 |
| Judy                                                            | Jeremy Woodhead                                                |                 |
| Maleficent: Mistress of Evil                                    | Paul Gooch, Arjen Tuiten en David White                        |                 |

### 2020-2029
| Jaar                           | Film                                                                 | Genomineerde(n) |
| ------------------------------ | -------------------------------------------------------------------- | --------------- |
| 2020 (93ste)                   |                                                                      |                 |
| Ma Rainey's Black Bottom       | Sergio Lopez-Rivera, Mia Neal en Jamika Wilson                       |                 |
| Emma                           | Marese Langan, Laura Allen en Claudia Stolze                         |                 |
| Hillbilly Elegy                | Eryn Krueger Mekash, Matthew Mungle en Patricia Dehaney              |                 |
| Mank                           | Gigi Williams, Kimberley Spiteri en Colleen LaBaff                   |                 |
| Pinocchio                      | Mark Coulier, Dalia Colli en Francesco Pegoretti                     |                 |
| 2021 (94ste)                   |                                                                      |                 |
| The Eyes of Tammy Faye         | Linda Dowds, Stephanie Ingram en Justin Raleigh                      |                 |
| Coming 2 America               | Mike Marino, Stacey Morris en Carla Farmer                           |                 |
| Cruella                        | Nadia Stacey, Naomi Donne en Julia Vernon                            |                 |
| Dune                           | Donald Mowat, Love Larson en Eva von Bahr                            |                 |
| House of Gucci                 | Göran Lundström, Anna Carin Lock en Frederic Aspiras                 |                 |
| 2022 (95ste)                   |                                                                      |                 |
| The Whale                      | Adrien Morot, Judy Chin en Anne Marie Bradley                        |                 |
| All Quiet on the Western Front | Heike Merker en Linda Eisenhamerová                                  |                 |
| The Batman                     | Naomi Donne, Mike Marino en Mike Fontaine                            |                 |
| Black Panther: Wakanda Forever | Camille Friend en Joel Harlow                                        |                 |
| Elvis                          | Mark Coulier, Jason Baird en Aldo Signoretti                         |                 |
| 2023 (96ste)                   |                                                                      |                 |
| Poor Things                    | Nadia Stacey, Mark Coulier en Josh Weston                            |                 |
| Golda                          | Karen Hartley Thomas, Suzi Battersby en Ashra Kelly-Blue             |                 |
| Maestro                        | Kazu Hiro, Kay Georgiou en Lori McCoy-Bell                           |                 |
| Oppenheimer                    | Luisa Abel                                                           |                 |
| Society of the Snow            | Ana López-Puigcerver, David Martí en Montse Ribé                     |                 |
| 2024 (97ste)                   |                                                                      |                 |
| The Substance                  | Pierre-Olivier Persin, Stéphanie Guillon en Marilyne Scarselli       |                 |
| A Different Man                | Mike Marino, David Presto en Crystal Jurado                          |                 |
| Emilia Pérez                   | Julia Floch Carbonel, Emmanuel Janvier en Jean-Christophe Spadaccini |                 |
| Nosferatu                      | David White, Traci Loader en Suzanne Stokes-Munton                   |                 |
| Wicked                         | Frances Hannon, Laura Blount en Sarah Nuth                           |                 |